# François Argod
François Argod, né le 15 mai 1759 à Valence et mort le 27 avril 1799 à la bataille de Cassano, est un général français de la Révolution.

## État de service

### Ancien Régime
Il fut d'abord maître d'écriture avant de s'engager en novembre 1777 comme soldat au régiment d'artillerie de Toul (devenu en 1791 le 7e régiment d'artillerie à pied). Il fut congédié l'année suivante, en octobre 1778, pour défaut de taille.
Il s'enrôla de nouveau, le 3 mars 1780, comme trompette au Régiment Royal-Champagne cavalerie (devenu en 1791 le 19e régiment de cavalerie). Il passa brigadier le 1er mai 1783, maréchal des logis le 1er mars 1785, adjudant le 9 juillet 1786, et fut renvoyé le 21 août 1790 pour avoir pris part à une révolte contre les officiers. 

### Guerres de la Révolution française
Il fut réintégré par décret de la Constituante le 11 décembre 1790, et il passa adjudant-major au 3e bataillon de volontaires de la Drôme le 11 octobre 1791, capitaine de grenadiers le 21 février 1792, lieutenant-colonel en chef du 5e bataillon de volontaires des Bouches-du-Rhône le 4 août 1792. Il servit à l'armée d'Italie jusqu'en 1793, puis au siège de Toulon.
Nommé adjudant général chef de brigade le 17 décembre 1793, il fut employé à l'armée des Pyrénées orientales en janvier 1794. Il prit part à la bataille du Boulou du 30 avril au 1er mai 1794, au siège du fort Saint-Elme en mai 1794, à la prise de Roses le 4 février 1795, puis il passa à l'armée d'Italie, fin 1795. Il rejoignit la division Sérurier le 9 avril 1796, puis sous Joubert le 6 décembre, où il servit à Rivoli le 14 janvier 1797.
Il devint chef d'état-major de la division Victor, se signala à la Favorite le 16 janvier, puis fut nommé à l'armée d'Angleterre le 12 janvier 1798. Désigné pour servir sur le Rhin, il fut renvoyé à sa demande à l'armée d'Italie, employé à la 8e division (division Victor) de cette armée le 24 mai 1798. 
Le 26 mars 1799, il prit une part glorieuse à la victoire de Vérone et fut nommé le même jour et provisoirement général de brigade. Il fut tué d'un coup de feu à la bataille de Cassano le 27 avril 1799. Il avait près de 40 ans.

## Source
George Six, Dictionnaire des généraux de la Révolution et de l'Empire